# Que sera sera (film)
Pour les articles homonymes, voir Que sera sera.
Que sera sera est un court-métrage italien réalisé par Alberto Marini sorti en 1995.

## Fiche technique
- Réalisation, scénario et montage : Alberto Marini
- Durée : 4 minutes
- Lieu du tournage : Turin
- Date de sortie : 5 novembre 1995 en Italie

## Distribution
- Cristine Evangelisti : une fille
- Ismaele Lucci : premier joueur de baseball
- Domenico Ruoppolo : second joueur de baseball